# Isabel Fernández
Isabel Fernández, née le 1er février 1972 à Elx, est une judokate espagnole. Elle remporta la médaille d'or lors des Jeux olympiques de 2000 à Sydney dans la catégorie des -57 kg. Auparavant, elle avait glané le bronze en -56 kg lors des Jeux olympiques de 1996. Championne du monde en 1997, elle est également sextuple championne d'Europe. 

## Palmarès

### Jeux olympiques
- Jeux olympiques 1996 à Atlanta (États-Unis) :
  -  Médaille de bronze dans la catégorie des -56 kg.
- Jeux olympiques 2000 à Sydney (Australie) :
  -  Médaille d'or dans la catégorie des -57 kg.

### Championnats du monde
| Catégorie / Année              | 1997 | 1999 | 2001 | 2007 |
| ------------------------------ | ---- | ---- | ---- | ---- |
| Moins de 56 kg poids mi-légers | 1er  | -    | -    | -    |
| Moins de 57 kg poids mi-légers | -    | 2e   | 3e   | 2e   |

### Championnats d'Europe
| Catégorie / Année              | 1995 | 1996 | 1997 | 1998 | 1999 | 2001 | 2002 | 2003 | 2004 | 2005 | 2006 | 2007 | 2008 |
| ------------------------------ | ---- | ---- | ---- | ---- | ---- | ---- | ---- | ---- | ---- | ---- | ---- | ---- | ---- |
| Moins de 56 kg poids mi-légers | 2e   | 3e   | 2e   | -    | -    | -    | -    | -    | -    | -    | -    | -    | -    |
| Moins de 57 kg poids mi-légers | -    | -    | -    | 1er  | 1er  | 1er  | 3e   | 1er  | 1er  | 3e   | 3e   | 1er  | 2e   |

### Autres
- 9 podiums au Tournoi de Paris dont 2 victoires.
- 2 podiums au Tournoi de Varsovie dont 1 victoire.
- 2 podiums au Tournoi de Prague dont 1 victoire.
- 1 podium au Tournoi de Lisbonne dont 1 victoire.
- 1 podium au Tournoi de Miami.
- 1 podium au Tournoi de Birmingham.